# Wings Flap
「Wings Flap」（ウィングス フラップ）は、日本のロックバンド、L'Arc〜en〜Cielの40作目のシングル。2015年12月23日発売。発売元はKi/oon Music。

## 概要
完全受注生産限定作品「EVERLASTING」から約1年4ヶ月ぶりとなる新譜のリリース。
本作の表題曲「Wings Flap」は、2015年9月21日・22日に開催したライヴ「L'Arc〜en〜Ciel LIVE 2015 L'ArCASINO」に向け、kenが作曲した楽曲となっている。なお、ラテンのリズムを採り入れた楽曲に仕上げられている。余談だが、2022年に発表された『1998年から2022年現在までのラルクのオススメ5曲』というレコメンド記事において、執筆者である高橋翔（ex.昆虫キッズ）はこの曲を選曲している。この記事において、高橋は「自分好みなニュー・ウェイヴとカリプソが入り混じった共作曲」「シンセが何本も入っていて、普通ならゴチャゴチャうるさくなりそうだけど、ここもラルクマジックがしっかり発動していて、ひとつの音を追いかけながら聴くだけでも楽しめる」とこの曲にコメントを寄せている。（詳細は楽曲解説の項目を参照）
また、カップリング曲には、＜L'Arc〜en〜Cielの過去の楽曲をアコースティック・アレンジする企画＞の一環で制作された「HONEY -L'Acoustic version-」などが収録されている。カップリングにL'Acoustic Versionが収録されたのは、2011年発表の「CHASE」以来2作ぶりのこととなった。
なお、本作の表題曲ならびにカップリング曲にはタイアップが付いていない。そのため本作は、前作「EVERLASTING」に続いて4作目となるタイアップ楽曲を含まないCDシングル作品となっている。

## リリース

### リリースプロモーション
本作のリリースプロモーションとして、新たに開設した特設サイトを経由して本作の購入申し込みを行った予約者を対象に、表題曲のスタジオ音源のフルサイズ試聴企画が実施されている。また、2015年12月25日には、テレビ朝日系列で放送された音楽番組『ミュージックステーション スーパーライブ 2015』に出演し、表題曲をテレビ初披露している。

### リリース形態
本作は、完全受注生産限定盤（CD＋BD＋PHOTOBOOK）、初回生産限定盤（CD＋BD）、通常盤（CD）の3形態でリリースされた。初回盤には「Wings Flap」のミュージック・ビデオと、2015年9月に開催したライヴ「L'Arc〜en〜Ciel LIVE 2015 L'ArCASINO」のオープニングムービーを収録したBlu-ray Discが付属している。完全受注生産限定盤にはこれに加え、24ページの同ライヴのフォトブックが付属している。また、前述のライヴの演出で使用された"ラル札"を印刷したステッカーシート（6絵柄）と、ライヴ会場に飾られたフラッグをプレゼントする特典施策（200名限定）の応募券が全形態に付属している。さらに、店頭先着購入特典として、全国のCDショップで本作の完全受注生産限定盤、初回生産限定盤、通常盤のいずれかを予約又は購入すると、先着でオリジナルグッズ「きらきら Wings Flapショッピングバッグ」がプレゼントされた。

## ミュージックビデオ
表題曲「Wings Flap」のミュージック・ビデオは、池田一真がディレクターを務めた作品となっている。
このミュージック・ビデオは、本作の完全受注生産限定盤と初回生産限定盤に付属するBlu-ray Discに初収録されている。また、2019年12月11日に、公式YouTubeアーティストチャンネルにおいてYouTube Music Premium限定で映像の有料公開が開始されている。前述のYouTubeチャンネルでの有料公開開始から約2年5ヶ月後となる2022年5月13日からは、同サイトで映像の無料公開が開始されている。

## 収録曲
| #         | タイトル                                          | 作詞      | 作曲      | 編曲                              | 時間  |
| --------- | ------------------------------------------------- | --------- | --------- | --------------------------------- | ----- |
| 1.        | 「Wings Flap」                                    | hyde      | ken, hyde | L'Arc〜en〜Ciel                   | 4:44  |
| 2.        | 「HONEY -L'Acoustic version-」                    | hyde      | hyde      | Produced by hyde, Yasuaki Maejima | 4:13  |
| 3.        | 「Wings Flap (hydeless version)」                 |           | ken, hyde | L'Arc〜en〜Ciel                   | 4:46  |
| 4.        | 「HONEY -L'Acoustic version- (hydeless version)」 |           | hyde      | Produced by hyde, Yasuaki Maejima | 4:08  |
| 合計時間: | 合計時間:                                         | 合計時間: | 合計時間: | 合計時間:                         | 17:51 |

## 楽曲解説
1. Wings Flap
  - 作詞: hyde / 作曲: ken, hyde / 編曲: L'Arc〜en〜Ciel

ラテンテイストのリズムが印象的なダンサブルなシンセ・ポップ。この曲は、2015年9月21日・22日に夢洲野外特設会場にて開催したライヴ「L'Arc〜en〜Ciel LIVE 2015 L'ArCASINO」で新曲として披露するために制作された楽曲となっている。作曲を担当したkenは、この曲の制作を振り返り「海沿いのスタジオに行って、そこで気分転換しながら作ってみようと思った[8]」「"L'ArCASINO"を演る予定の夢洲(ゆめしま)のことを考えて、"どんな場所なんだろう、どんなライヴになるんだろう"なんてことも思いながら。スタッフに夢洲の写真とかを見せてもらったりしてね。まさに今、目の前にある景色、目の前にある写真とかにも影響を受けながら作っていった[8]」と本作発売当時に語っている。
ちなみにkenは、今回のデモ音源制作において、普段のデモ制作で使用するソフトウェア・シンセサイザーを敢えて採り入れていない[8]。そのため、この曲のデモ音源は、オールインワン・シンセサイザーを使用し制作が行われている[8]。この試みについて、kenは「ここしばらくは、コンピュータを起ち上げた状態から曲を作っていくことが多かったから、そうじゃない状態で作っていくっていうことが1つのテーマにはなったかな[8]」「それが結果的にどうなるかっていうことよりも、単にそうしてみたかっただけ[8]」と述懐している。
前述のようなかたちで制作したデモ音源を基に、バンドとして本格的なレコーディングを行っている。レコーディングでは、新たにチェンバロや、16分で鳴るシンセサイザーのサウンドを入れ、さらにメンバーのアイディアも楽曲に採り入れている[8]。なお、サビの後半部のメロディには、hydeの提案したメロが採用されており、これにより前々作「CHASE」以来となるkenとhydeの共作クレジットになっている。メロディをデモから変えた経緯について、kenは「出来上がったデモをメンバーみんなに渡してから、サビの後半のメロディーを変えようってことで、hydeとやりとりした。そのときにhydeが出してきた3つのアイディアのうちの1つが、僕が思いつかなかった方向のアイディアで。それがすごくいいなって思ったから、そこのメロディーは変えたね[8]」と述べている。また、リバーブのかかったベースフレーズはtetsuyaのアイディア[8]、リフのシンセサイザーの音色選びではyukihiroの意見が反映されている[8][9]。なお、今回の楽曲制作でメンバーの意見を多く採り入れることにしたのは、ken曰く、前作「EVERLASTING」を制作した際に、作曲者である自分以外のメンバーからのインプットが少なかったこともあり、「今回はバンドとして作り上げる音楽を楽しみたい」という思いがあったことが影響しているという[8]。
また、この曲のリズム以外の音はシンセサイザーが主体となっており、ギターはリフやフレーズが前面に出るパターンではなく、空気感をつくる装飾的なアプローチでプレイされている[9]。kenはこの曲のギターアプローチについて「イントロで鳴ってるシンセなんかは、そのとき（原型を作ったとき）すでに入れたいなと思ってたね。アコギでコード感とかは作ってるけど、曲のタッチはこっちの方に持っていきたいなって、頭ではイメージできてたと思う[8]」「今回は、空間を楽しむギターにしたくて。あの音を録るときは、エフェクトも掛けた上でアンプを2台鳴らして、部屋の鳴りまで含めて録ったりしてる。フレーズ1つひとつは鮮明に聴こえないけど、空気感としては中学生のとき、部屋の電気を消してひたすらギターを弾いてたときのようなイメージで、そういう空気感が出るのが一番楽しいと思いながら弾いてるパートだね。最近はアコギも大好きなんだけど、こういう音はやっぱりエレキギターでしか出せない空気だと思ってて、俺はこういう空気感も大好きなんだ[9]」と述べている。また、kenはインプロヴィゼージョン的なギターソロのプレイについて「より、ドレミファソラシドとかの音階に縛られないで、その間の半音や、それこそチョーキングなんかも入れたら無限に存在する音程を使いつつ、それでいてこの曲をちゃんと表現する、みたいなイメージで弾いたかな[9]」と述懐している。
さらに、この曲のドラム録りでは、作曲者であるkenのリクエストもあり、ゴーストノートを絡めたリズムパターンを軸に展開していくアプローチが採られている[10]。そしてこの曲では、加速していくような特徴的な6連のフレーズが随所で登場している[4]。この6連符のフレーズについて、yukihiroは「この曲はもともとkenの中ではラテンっぽいイメージがあったみたいで、デモの中に"タラララ～"いう感じのリズムが入っていたんです。そういうところがあったら良いのかなと思って、考えて出てきたものです[4]」と語っている。また、ギターソロの場面でライドシンバルの刻みが登場するが[4]、これもkenからのアイディアだったといい、yukihiroは「他のパートのところでもライドとハットの刻みに関してはkenの中に明確なイメージがあったみたいです[4]」と述べている。
2. HONEY -L'Acoustic version-
  - 作詞・作曲: hyde / 編曲: L'Arc〜en〜Ciel & Yasuaki Maejima / プロデュース: hyde & Yasuaki Maejima

10thシングル「HONEY」の表題曲のアコースティックバージョン。
アコースティックアレンジをするにあたり、プロデュースを担当したhydeは制作当初、ラテン調のアレンジにする予定だったという[9]。ただ、kenから「サビとかこんなコードがハマるんじゃないかな[9]」という提案があり、アレンジャーの前嶋康明と制作のやり取りをするうちに、アレンジの方向性がボサノヴァ調に変更されたという[9]。
ボサノヴァ調にアレンジするうえで、yukihiroはロッドを導入しており、握り方もレギュラーグリップに変え、ドラム録りを行っている[4]。この曲のドラム録りを振り返り、yukihiroは「最初は普通のスティックで録ったんですけど、ボサノヴァだったらロッドを使うのもいいんじゃないかと思って、ロッドを使って、レギュラーグリップでやりました[4]」「音量は雰囲気に合わせてコントロールしました。キット自体もミュートしてます。タムはいつもはクリアヘッドなんですけど、この曲はコーテッド系のヘッドの方が合うんじゃないかっていうことで、コーテッドアンバサダーを使いました[4]」と本作発売当時に語っている。
余談だが、hydeは2019年にソロ名義で開催したアコースティックコンサート「HYDE ACOUSTIC CONCERT 2019 黒ミサ BIRTHDAY」において、本作に収録されたバージョンに近いボサノヴァアレンジで「HONEY」のセルフカバーを披露している。

## 参加ミュージシャン
- hyde：Vocal
- ken：Guitar
- tetsuya：Bass
- yukihiro：Drums
- HONEY -L'Acoustic version-
  - 前嶋康明：Acoustic Piano, Programming

## 初回生産限定盤・完全受注生産限定盤付属Blu-ray Disc
- 初回生産限定盤付属BD

1. Wings Flap -Music Clip-
ディレクター：池田一真
2. LIVE 2015 L'ArCASINO –Opening Animation-

- 完全受注生産限定盤付属BD

1. Wings Flap –LIVE 2015 L'ArCASINO Edition-
2. LIVE 2015 L'ArCASINO –Opening Animation-
3. Wings Flap -Music Clip-